# Vázquez Ávila
Marcelo D. Vázquez Ávila (1951) es un biólogo argentino, doctor en Ciencias Biológicas de la UBA. Hoy es consultor y coach ejecutivo de líderes empresarios.
Como biólogo, se ha especializado en Moraceae. Vázquez Ávila en su Tesis ha hallado hasta el momento 7 géneros en el territorio de la República Argentina, seis de los cuales son nativos y el restante: Broussonetia, aunque adventicio, es considerado espontáneo y naturalizado. Los 7 géneros están representados por 19 especies y 2 subespecies hasta el momento. Publicación de tesis doctoral que fue calificada: como sobresaliente.
Como experto en Comportamiento Humano en las Organizaciones, se ha desempeñado como Profesor full time en el IAE Business School, la escuela de negocios de la Universidad Austral de Argentina. Ha dado clases también en la Universidad de San Andrés y en España. Es además Doctor en Filosofía por la Universidad de Navarra.
A fines de los años 90 conoció a Gregorio Pérez Companc, con quien trabajó como su coach personal desde entonces. Hoy asesora a numerosos líderes empresarios y es reconocido por su capacidad de ayudar en el crecimiento personal.
En 2024 fue entrevistado en Argentina por medios de renombre como Infobae, Radio Mitre, La Nación +, Forbes Argentina, Clarín, Revista Apertura y La Nación, entre otros.

## Algunas publicaciones
- m.d. Vázquez Ávila. 1981. El género Ficus (Moraceae) en la República Argentina. Darwiniana 23: 605-636
- ______________. 1985a. Ficus luschnathiana (Miq.) Miq., nombre correcto para Ficus monckii Hassler. Darwiniana 26: 381-382
- ______________. 1985b. Moráceas Argentinas, nativas y naturalizadas (excepto Ficus). Darwiniana 26: 289-330
- La abreviatura «Vázq.Ávila» se emplea para indicar a Vázquez Ávila como autoridad en la descripción y clasificación científica de los vegetales.[10]